# Michael Lilienthal

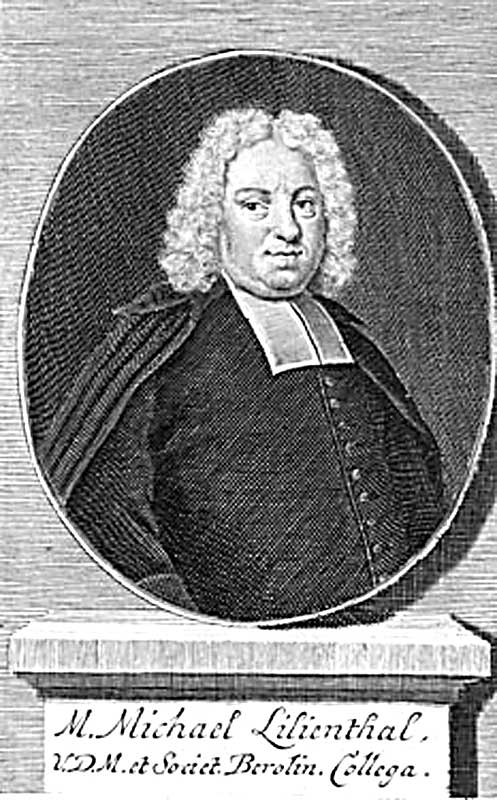
Michael Lilienthal (1686-1750).

Michael Lilienthal, född 8 september 1686 i Leibstadt och död 20 januari 1750 i Königsberg, var en tysk filosof och historiker verksam i Königsberg. Han var bildad i latin och tyska, boksamlare och pietistisk författare. Han ingick äktenskap med Regina Agnes von Kohlen, dottern till statskamreren i Altstadt. Sonen Theodor Christoph Lilienthal blev teologie professor i Königsberg.

## Biografi
Lilienthal påbörjade sina akademiska studier vid universitetet i Königsberg den 19 July 1700. Efter sin fars död (1706), bytte Lilienthal till universitetet i Jena. Han fortsatte sina studier och påbörjade 1708 ytterligare tre akademiska år då han besökte akademierna i Rostock, Berlin och hos (Franeker) i Holland
Han invaldes som medlem i Berlins Vetenskapsakademi den 25 januari 1711 och återvände till Königsberg den 6 juli samma år, där han sen disputerade för doktorsgraden den 2 december 1711. År 1713 ansökte han om professuren i logik och metafysik, men Johann Boese fick tjänsten i ämnet biologi istället. Det var första gången han ansökte om en professur, en akademisk ställning han aldrig uppnådde även om han ansökte många gånger. 
Som dekan vid universitetet och i katedralen sammanvigde han 1715 Immanuel Kants föräldrar (Johann Georg Kant och Anna Regina Reuterin). År 1717 blev han kyrkoherde i Altstadts församling church, och där förblev han till sin död. Han invaldes 1733 i Vetenskapsakademien i Sankt Petersburg och utsågs också till hedersdoktor där. 
Lilienthal arbetade också som bibliotekarie i Königsberg, och tjänstgjorde även vid universitetsbiblioteket och från 1726 var han ansvarig för stadsbiblioteket. Där byggde han upp en betydande avdelning för pietistisk litteratur. 
Lilienthal ägde själv ett omfattande bibliotek och utgav en stor bibliografi över teologisk litteratur, forskning och kyrkohistoria (1740-1746). 
Han var ansvarig utgivare för flera periodiskt utkommande tidskrifter: Erleutertes Preußen, 5 vols. (1724-8, 1742), Acta Borussica, 3 vols. (1730-32), och Preußische Zehenden, 3 vols. (1740-44), för vilka han också skrev en stor mängd artiklar själv.
Lilienthal var först i Königsberg med att föreläsa i ämnet litteraturhistoria. I hans De historia literaria (1710) la han upp en studieplan för hur vetenskapen skulle beskrivas utifrån dess ursprung, historiska utveckling, tillväxt i varje enskilt land genom att de enskilda forskarna, böckerna, artiklarna, universiteten, akademierna, bibliotek, bokförlag och författarna själva. Vid sidan av detta utgav han en koralbok i pietistisk anda, vilken blev en spridd och populär andlig sångbok. Till svenska översattes dessa av Petrus Hansson Wasenius (1762).
Lilienthal var också en numismatiker och byggde upp en kollektion med nästan 2 500 mynt och medaljer, som han också katalogiserad, från skilda epoker och geografiska områden. Flera mynt dateras till 800-talet efter Kristus. Han publicerade under åren 1725 — 1747 flera sammanställningar över sina mynt. Han publicerade också mindre översiktsarbeten av mynt och medaljer, som visar på Polens och Preussens historia.